# Mastigobryum horridulum
Mastigobryum horridulum là một loài rêu tản trong họ Lepidoziaceae. Loài này được (Schiffner) Stephani miêu tả khoa học lần đầu tiên năm 1908.